# Hammermühle (Döllnitz)
Hammermühle (oberfränkisch: Home-miel) ist eine Wüstung auf dem Gemeindegebiet des Marktes Kasendorf im Landkreis Kulmbach (Oberfranken, Bayern).

## Geographie
Die Einöde lag auf einer Höhe von 324 m ü. NHN in gut 100 Meter Entfernung ostwärts des Zusammenflusses von Friesenbach und Aubach. Die Pulvermühle befand sich flussaufwärts 400 Meter westlich, das Hammerhaus 300 Meter östlich.

## Geschichte
Der Ort wurde 1398 als „Hammer“ erstmals urkundlich erwähnt, ab 1526 meist „Hammermühle“ genannt, 1566 auch als „Thonmühl“ bezeichnet. Die Einöde war ursprünglich eine Hammermühle, die im 16. Jahrhundert wohl einen Besitzer mit dem Familiennamen Thon hatte. Der Ort wurde zuweilen auch „Untere Hammermühle“ genannt zur Unterscheidung von der Oberen Hammermühle, die wahrscheinlich identisch ist mit der Pulvermühle.
Gegen Ende des 18. Jahrhunderts bestand Hammermühle aus einem Anwesen. Das Hochgericht übte das Giech’sche Herrschaftsgericht Thurnau aus. Das Amt Thurnau war Grundherr der Mühle.
Von 1797 bis 1810 unterstand der Ort dem Patrimonialgericht Thurnau. Mit dem Gemeindeedikt wurde Hammermühle dem 1811 gebildeten Steuerdistrikt Peesten und der 1818 gebildeten Ruralgemeinde Döllnitz zugewiesen.
Die Hammermühle, in der in einem Pochwerk Eisenerz zerkleinert wurde, bestand über 600 Jahre. 1914 wurde das Anwesen verkauft und die Gebäude abgerissen.

### Einwohnerentwicklung
| Jahr      | 001861 | 001871 | 001885 | 001900 |
| Einwohner | 8      | 5      | 8      | 5      |
| Häuser    |        |        | 1      | 1      |
| Quelle    | [ 7 ]  | [ 8 ]  | [ 9 ]  | [ 10 ] |

## Religion
Hammermühle war seit der Reformation evangelisch-lutherisch geprägt und nach St. Johannes der Täufer (Hutschdorf) gepfarrt. Zu Beginn des 20. Jahrhunderts erfolgte die Umpfarrung nach St. Johannes (Kasendorf).

## Weblink
- Der Friesenbach > Untere Hammermühle. In: kasendorf.de. Abgerufen am 27. August 2023.